# 凵部
凵部為漢字索引中的部首之一，計二畫，是康熙字典214個部首中的第17個（二畫的則為第11個）。凵部構字時通常位於下方。一字帶「凵」且無其他部首時歸為凵部。

## 部首單字解釋
1. 古同「坎」字。
2. 讀kǎn／ㄎㄢˇ，意思為張口。見《說文》。与讀为qū／ㄑㄩ之「𠙴」不同。

## 字形

甲骨文
大篆
小篆

### 部首字元及變形
在 Unicode，相關部首字元有康熙部首「⼐（KANGXI RADICAL OPEN BOX [U+2F10]）。
至於在文字區，有「凵」（CJK UNIFIED IDEOGRAPH-51F5）和兼容表意文字「」（CJK UNIFIED IDEOGRAPH-2F81D）。

## 名稱
- 漢語：凵部（注音：ㄎㄢˇ ㄅㄨˋ）
- 日語：
- 朝鲜語：

## 字例
| 部首外筆畫 | 字例 -{                     |
| ---------- | --------------------------- |
| 0          | 凵（U+51F5）𠙴凵（U+2F81D） |
| 2          | 凶𠙶                        |
| 3          | 凷凸凹出击                  |
| 4          | 㓙凼                        |
| 6          | 函                          |
| 7          | 凾𠚐                        |
| 10         | 凿                          |
| 22         | 𠚢 }-                       |